# Књежевес (Бланско)
Књежевес (чеш. Kněževes) је насељено мјесто са административним статусом сеоске општине (чеш. obec) у округу Бланско, у Јужноморавском крају, Чешка Република.

## Становништво
Према подацима о броју становника из 2014. године насеље је имало 178 становника.